# 포지 시먼스
포지 시먼스(Posy Simmonds, MBE, 1945년 8월 9일 ~ )는 영국의 만화가이다.
어린 시절부터 글과 그림의 결합에 관심이 있어 런던에서 그래픽 디자인을 공부하고 1969년 《더 선》에서 신문 만화가로 데뷔했다. 1972년부터는 《가디언》에서 일러스트레이터로 일하다가 1979년 주간 만화를 연재하기 시작했다. 그 뒤 신문 만화뿐 아니라 그래픽 소설과 어린이 도서, 일러스트레이션 작업 등을 병행하면서 활발히 활동했고 1990년대 후반 《가디언》에 《마담 보베리》를 연재하면서 다시 주목받았다.
2009년에는 신작 《타마라 드류》가 앙굴렘 국제 만화축제에서 주요 작품 다섯 편 중 하나로 선정되었으며, ACBD 평론 대상을 받는 등 영국 최고의 만화가 중 하나로 꾸준히 명성을 쌓아가고 있다.

## 작품
- 《마담 보베리》(Gemma Bovery, 2009, 세미콜론, ISBN 978-89-8371-376-6)
- 《타마라 드류》(Tamara Drewe, 국내 출간 예정)[4]

## 서훈
- 2002년 대영 제국 훈장 5등급(MBE) 수훈[1]